# Półchleb
Półchleb – wieś w Polsce położona w województwie zachodniopomorskim, w powiecie świdwińskim, w gminie Brzeżno.
Ok. 1 km na północny zachód przebiega dolina rzeki Regi, a ok. 1,5 km na zachód znajdują się zalesiona wzniesienia Gołogóry.